# Ah Ah
Albums de Nicole Rieu
Vas-y Camargue rouge
Ah Ah est le 10e album studio de Nicole Rieu. L'album est sorti en 2001 chez Disques Yvon Chateigner (YC-144502).

## Liste des titres
| No  | Titre                    | Paroles                        | Musique            | Durée |
| --- | ------------------------ | ------------------------------ | ------------------ | ----- |
| 1.  | Ah Ah                    | Nicole Rieu                    | Philippe Kadosch   | 3 :07 |
| 2.  | Méharée                  | Nicole Rieu, Sandrine Belhomme | Christian Belhomme | 4 :12 |
| 3.  | Âme du monde             | Nicole Rieu                    | Christian Belhomme | 3 :17 |
| 4.  | L'eau des collines       | Nicole Rieu                    | Daniel Goyone      | 4 :00 |
| 5.  | Le jardin sous la pluie  | Federico García Lorca          | Philippe Eidel     | 3 :28 |
| 6.  | India                    | Nicole Rieu                    | Nicole Rieu        | 4 :00 |
| 7.  | Le sourire de la Joconde | Nicole Rieu                    | Rémi Chaudagne     | 3 :35 |
| 8.  | Anima                    | Nicole Rieu                    | Philippe Eidel     | 3 :20 |
| 9.  | L'ange et l'enfant       | Nicole Rieu                    | Philippe Eidel     | 3 :42 |
| 10. | La sirène                | Véronique Piantino             | Christian Belhomme | 3 :29 |

## Singles extraits de l'album
- Âme du monde (septembre 2001)
- India (novembre 2001)

## Autres informations
- Réalisation, arrangements et programmation : Christian Belhomme
- Mixage : Franck Redlich, assisté d'Arnaud Bascuñana
- Production : Yvon Chateigner
- Mastérisation : Pierre Jacquot, sur station Samplitude
- Chœurs : Nicole Rieu, Philippe Eidel, Christian Belhomme
- Photos et conception de la pochette : Sylvain Guichard
- Conception graphique : Sandrine Belhomme